# Шонтас

Шонтас — река в России, протекает в Сокольском, Тотемском и Междуреченском районах Вологодской области. Устье реки находится в 346 км по левому берегу реки Сухона. Длина реки составляет 36 км.
Исток находится в Сокольском районе в 75 км к северо-востоку от Кадникова и в 75 км к юго-западу от Тотьмы, неподалёку от истока Ретчи. Основное течение реки проходит по Присухонской низине в заболоченной, лесистой местности. Русло - извилистое. В верхнем течении река течёт по территории Сокольского района, в нижнем - Тотемского и Междуреченского, на протяжении некоторого участка образуя границу районов. Направление течения - в верховьях восток, в среднем течении - юг, в нижнем юго-восток.

## Данные водного реестра
По данным государственного водного реестра России относится к Двинско-Печорскому бассейновому округу, водохозяйственный участок реки — Северная Двина от начала реки до впадения реки Вычегда, без рек Юг и Сухона (от истока до Кубенского гидроузла), речной подбассейн реки — Сухона. Речной бассейн реки — Северная Двина.
По данным геоинформационной системы водохозяйственного районирования территории РФ, подготовленной Федеральным агентством водных ресурсов: 
- Код водного объекта в государственном водном реестре — 03020100312103000007667
- Код по гидрологической изученности (ГИ) — 103000766
- Код бассейна — 03.02.01.003
- Номер тома по ГИ — 03
- Выпуск по ГИ — 0